# Białowieża

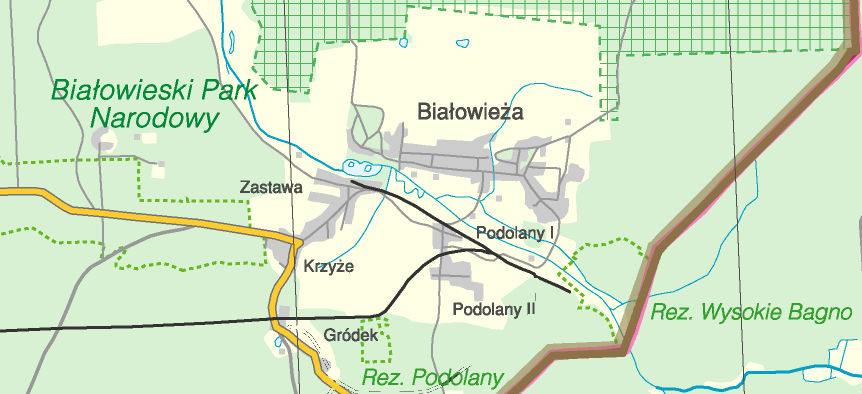
Plan Białowieży

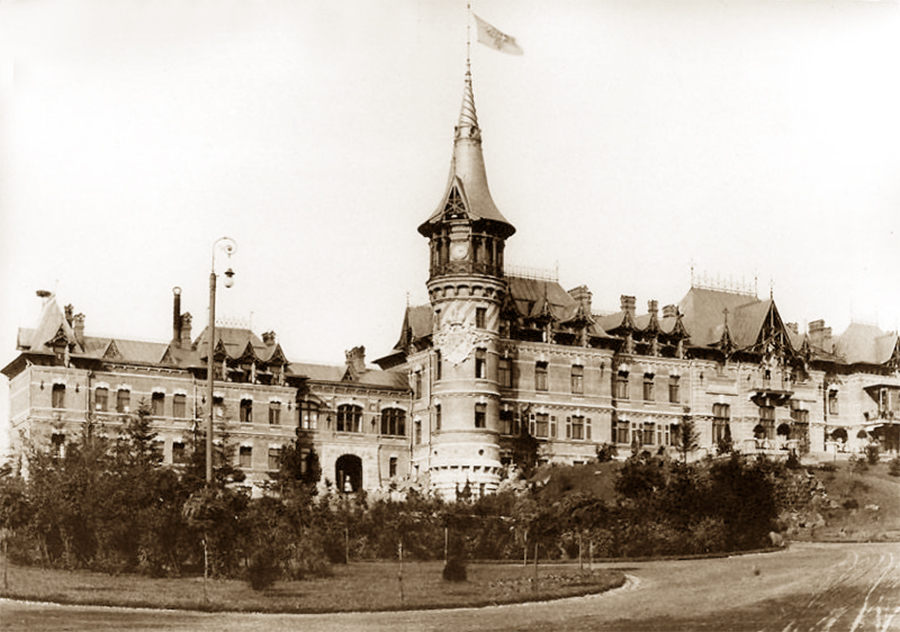
Pałac w Białowieży w 1894

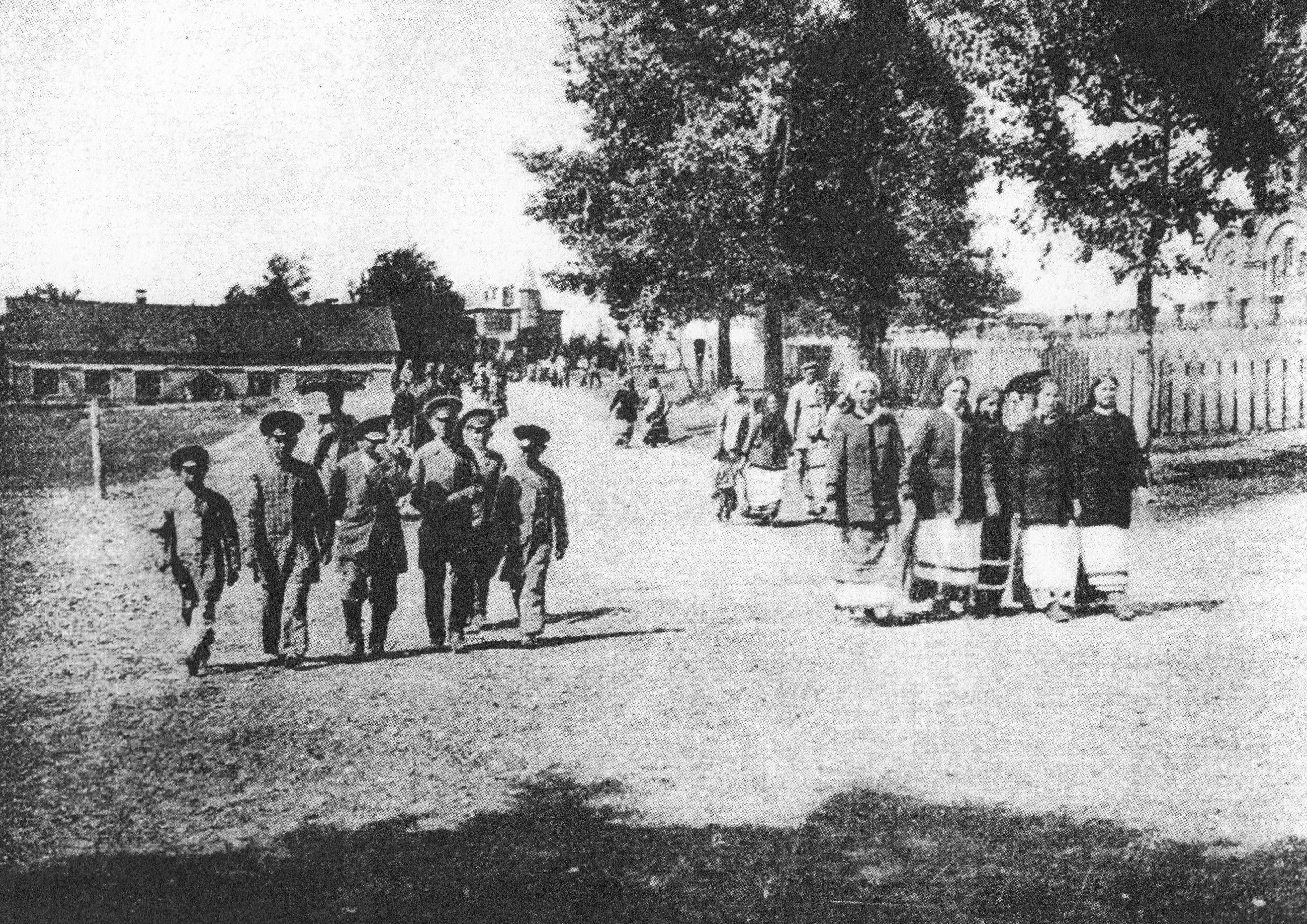
Mieszkańcy Białowieży wracający z niedzielnego nabożeństwa, po prawej widoczna cerkiew św. Mikołaja, przed 1903

Białowieża (biał. Белавежа Biełavieža, w miejsc. gwarze białoruskiej Bałavež lub Biełavieš) – wieś w Polsce, położona w województwie podlaskim, w powiecie hajnowskim, w gminie Białowieża. Leży na rozległej polanie w Puszczy Białowieskiej, nad Narewką, na Równinie Bielskiej.
W latach 1975–1998 miejscowość znajdowała się w województwie białostockim.
Wieś jest siedzibą gminy Białowieża oraz Białowieskiego Parku Narodowego, obejmującego 17% polskiej części Puszczy Białowieskiej. W Białowieży znajdują się Białowieska Stacja Geobotaniczna, pierwotnie Polskiej Akademii Nauk, obecnie Uniwersytetu Warszawskiego, Instytut Biologii Ssaków Polskiej Akademii Nauk oraz Europejskie Centrum Lasów Naturalnych Instytutu Badawczego Leśnictwa.
Leży przy drodze wojewódzkiej nr 689 biegnącej z Bielska Podlaskiego. Dawniej była ważnym punktem na trasie przy byłym trakcie handlowym z Grodna do Brześcia Litewskiego. Od 2005 roku w Grudkach, oddalonych od miejscowości o 4 km, znajduje się pieszo-rowerowe polsko-białoruskie przejście graniczne. Białowieża jest punktem końcowym (czynnej do 1994 roku) linii kolejowej do Hajnówki.

## Nazwa
Pochodzenie nazwy miejscowości nie zostało ostatecznie potwierdzone. Może ona pochodzić od białej wieży zameczku myśliwskiego wielkich książąt litewskich (a później królów polskich).
| SIMC    | Nazwa             | Rodzaj    |
| ------- | ----------------- | --------- |
| 0023171 | Podolany          | część wsi |
| 0023188 | Podolany Drugie   | część wsi |
| 0023194 | Podolany Pierwsze | część wsi |
| 0023225 | Zastawa           | część wsi |

| Nazwa        | Rodzaj         |
| ------------ | -------------- |
| Krzyże       | przysiółek wsi |
| Stoczek      | część wsi      |
| Tropinka     | część wsi      |
| Wojciechówka | część wsi      |

## Historia
Najstarsze ślady obecności ludzkiej pochodzą z neolitu, sprzed około 5 tysięcy lat. 
Pierwsza osada o nazwie Białowieża znajdowała się ok. 5,5 km na północny zachód od obecnej miejscowości, w miejscu, w którym obecnie znajduje się uroczysko Stara Białowieża.
W XIII wieku okolice Białowieży były terenami przygranicznymi księstw: mazowieckiego, wołyńskiego, litewskiego i plemion jaćwieskich. W tym okresie najazdy tatarskie, krzyżackie i później litewskie spowodowały wyludnienie Puszczy Białowieskiej. 
Od XIV wieku istniał tam stały dwór myśliwski książąt litewskich. Wieś leśnictwa białowieskiego w ekonomii grodzieńskiej w drugiej połowie XVII wieku. W czasach Rzeczypospolitej Obojga Narodów Białowieża jako wieś królewska ekonomii brzeskiej położona była w powiecie brzeskolitewskim województwa brzeskolitewskiego. Pierwsze wzmianki o osadnictwie w Białowieży odnoszą się do roku 1639, gdy istniały folwark i dwór królewski króla Władysława IV Wazy. Następny dwór powstał w czasach panowania Augusta III Sasa. W roku 1775 wieś liczyła 20 domów. 
Po III rozbiorze Polski w 1795 roku, miejscowość do 1915 roku znalazła się pod zaborem rosyjskim (bezpośrednio w Imperium Rosyjskim). Okolice puszczy były podczas zaboru objęte powstaniami narodowymi. W okresie powstania listopadowego w roku 1831, cała straż leśna przyłączyła się do powstania. W czasie powstania styczniowego w 1863 r. walki z wojskami rosyjskimi prowadziły powstańcze oddziały Rogińskiego, Duchińskiego i Wróblewskiego. 
W roku 1827 w uroczysku Stara Białowieża odkryto cmentarzysko szkieletowe płaskie. Do roku 1976 zinwentaryzowano na terenie Białowieskiego Parku Narodowego 30 kurhanów.
W 1897 miejscowość uzyskała połączenie kolejowe z Hajnówką.
29 sierpnia 1915 wycofujące się wojska rosyjskie spaliły Białowieżę, Stoczek i Krzyże.
Od 30 sierpnia 1915 do grudnia 1918 roku teren Białowieży znajdował się pod okupacją II Rzeszy Niemieckiej. W Stoczku założono obóz jeniecki. W celu pozyskiwania drewna z Puszczy Białowieskiej Niemcy zbudowali w 1915 roku dwa tartaki, w Stoczku i Grudkach. Zwano je Zakładami Hindenburga i wyposażono w warsztaty, heblarnie,  tokarnie i terpentyniarnię.  
Po zakończeniu I wojny światowej, Białowieża z woli Niemiec od 10 grudnia 1918 do lutego 1919 znajdowała się pod administracją litewską, która jednak była podporządkowana wojskom niemieckim. W dniu 27 lutego 1919 roku do Białowieży wkroczył polski oddział konny dowodzony przez majora Jerzego Dąbrowskiego, co spowodowało, że następnego dnia Białowieżę dobrowolnie opuścił 50-osobowy oddział niemiecki. W dniu 4 marca Białowieżę zajął 200 osobowy oddział Wojska Polskiego pod dowództwem płk. Wacława Iwaszkiewicza. W dniu 7 marca przybyła do Białowieży 17 osobowa grupa polskich fachowców leśnych na czele z inspektorem Henrykiem Dąbrowskim. 21 marca 1919 roku do Białowieży przybyły polskie władze cywilne. W dniach 22-30 lipca 1919 roku reprezentujący władze polskie Jerzy Osmołowski, Aleksander Więckowski i Michał Kossakowski prowadzili w Białowieży negocjacje z delegacją bolszewicką, na czele której stał Julian Marchlewski
W czerwcu i lipcu 1920 roku w pobliżu Białowieży miały miejsce dwie niewielkie potyczki wojsk polskich z oddziałami wojsk sowieckich. Od 23 lipca do 29 sierpnia 1920 roku Białowieża znajdowała się pod okupacją bolszewicką.
W 1929 r. w Białowieży mieszkały 1064 osoby. Od 1924 mieściła się w niej Okręgowa Dyrekcja Lasów Państwowych, oddziały miały również Związek Kupców Polskich, Związek Kupców Żydowskich i Związek Leśników Państwowych. Targi odbywały się w poniedziałki. W Białowieży działała Ochotnicza Straż Ogniowa (komendant Jan Szeptulski). W 1929 r. we wsi znajdowały się skład apteczny, apteka, sześć sklepów bławatnych, dwa przedsiębiorstwa budowlane, cegielnia, skład budowlany, dom handlowy, dwie herbaciarnie, hotel, jadłodajnia, kawiarnia, spółdzielnia rolnicza, sklep z obuwiem, trzy piekarnie, dziesięć piwiarń, restauracja, firma autobusowa, sklep monopolowy, trzydzieści dziewięć sklepów spożywczych, trzy tartaki, terpentyniarnia i sklep z wędlinami. Praktykę prowadzili lekarz dr ginekologii Marian Ławrynowicz, dentysta Gołda Topolańska i cztery akuszerki. Zakłady mieli cieśla, trzej fryzjerzy, dwaj kowale, 4 krawców i 8 rzeźników.
1 września 1939 r. Białowieżę zbombardowało Luftwaffe – bomby poważnie uszkodziły cerkiew, spadły także, nie czyniąc większych szkód, w pobliżu polowego szpitala wojskowego, umieszczonego krótko przed wojną w skrzydle pałacu. 16 września do Białowieży weszła Podlaska Brygada Kawalerii. 20 września gen. Zygmunt Podhorski ps. „Zaza” powołał ze zgromadzonych oddziałów Suwalskiej Brygady Kawalerii i Podlaskiej Brygadę Kawalerii improwizowaną Dywizję Kawalerii „Zaza” złożoną z Brygady Kawalerii „Plis” i Brygady Kawalerii „Edward”. Po zajęciu Białowieży przez niemiecką 3 Dywizję Pancerną przekazano Białowieżę Sowietom, którzy okupowali ją w latach 1939–1941. Wysiedlili wówczas wiele osób na Syberię.
Po ataku Niemiec na Związek Radziecki Białowieżę okupowali Niemcy. W lipcu 1941 w budynku Lasów Państwowych przy obecnej ul. Parkowej utworzono areszt żandarmerii, gdzie m.in. przetrzymywano mieszkańców Białowieży i okolicznych wsi przed egzekucjami. 322 batalion niemieckiej policji dokonał w Białowieży i w jej okolicach (m.in. w żwirowni) licznych mordów na miejscowej ludności. W latach 1941–1944 Białowieża i jej okolice były terenem wzmożonych działań partyzantki polskiej i radzieckiej.
Jesienią 1943 roku w związku ze znaczną aktywizacją partyzantki radzieckiej na tych terenach Niemcy wysiedlili ok. 8 tys. Białorusinów z okolic Puszczy Białowieskiej.
W roku 1943 działały brygada partyzancka „W imię Ojczyzny”, sowieckie oddziały partyzanckie i oddziały AK. Od końca 1944 i w 1945 r. w rejonie Puszczy Białowieskiej operował oddział mjr. Zygmunta Szendzielarza „Łupaszki”.
25 lipca 1944 Józef Stalin oraz delegacja PKWN (E. Osóbka-Morawski, A. Witos) w Moskwie podzielili Puszczę Białowieską pomiędzy RP a BSRR. Białowieża pozostała w Polsce. 
W Białowieży znajdowała się strażnica WOP.
21 grudnia 1998 roku do Białowieży przyłączono sąsiadujące wsie Podolany i Zastawa, a także zniesiono nazwy części wsi: Stoczek, Tropinka i Wojciechówka oraz przysiółka Krzyże.
Białowieskie Plenery Malarskie od 1965 do 2000 r. wpisywały się w stały, artystyczny kalendarz ogólnopolskiego środowiska artystycznego.

### Dwory królewskie
Podczas wykopalisk archeologicznych prowadzonych w latach 2006–2008 na terenie Starej Białowieży odkryto pozostałości drewnianego dworu datowanego na drugą połowę XVI wieku. Związany był przypuszczalnie z polowaniami Zygmunta Augusta i Stefana Batorego w Puszczy Białowieskiej.
Na podstawie wykopalisk archeologicznych (prowadzonych w latach 2004–2005) i wzmianki z 1639 roku wiadomo, że na terenie dzisiejszego parku Pałacowego w Białowieży w czasach królów z dynastii Wazów istniał kolejny dwór myśliwski. Najprawdopodobniej w tym dworze zatrzymywali się podczas polowań Władysław IV Waza (w 1643 roku) i Jan Kazimierz Waza (w 1650 roku). Dwór Wazów spalono przed 1658 rokiem, zapewne podczas IV wojny polsko-moskiewskiej.

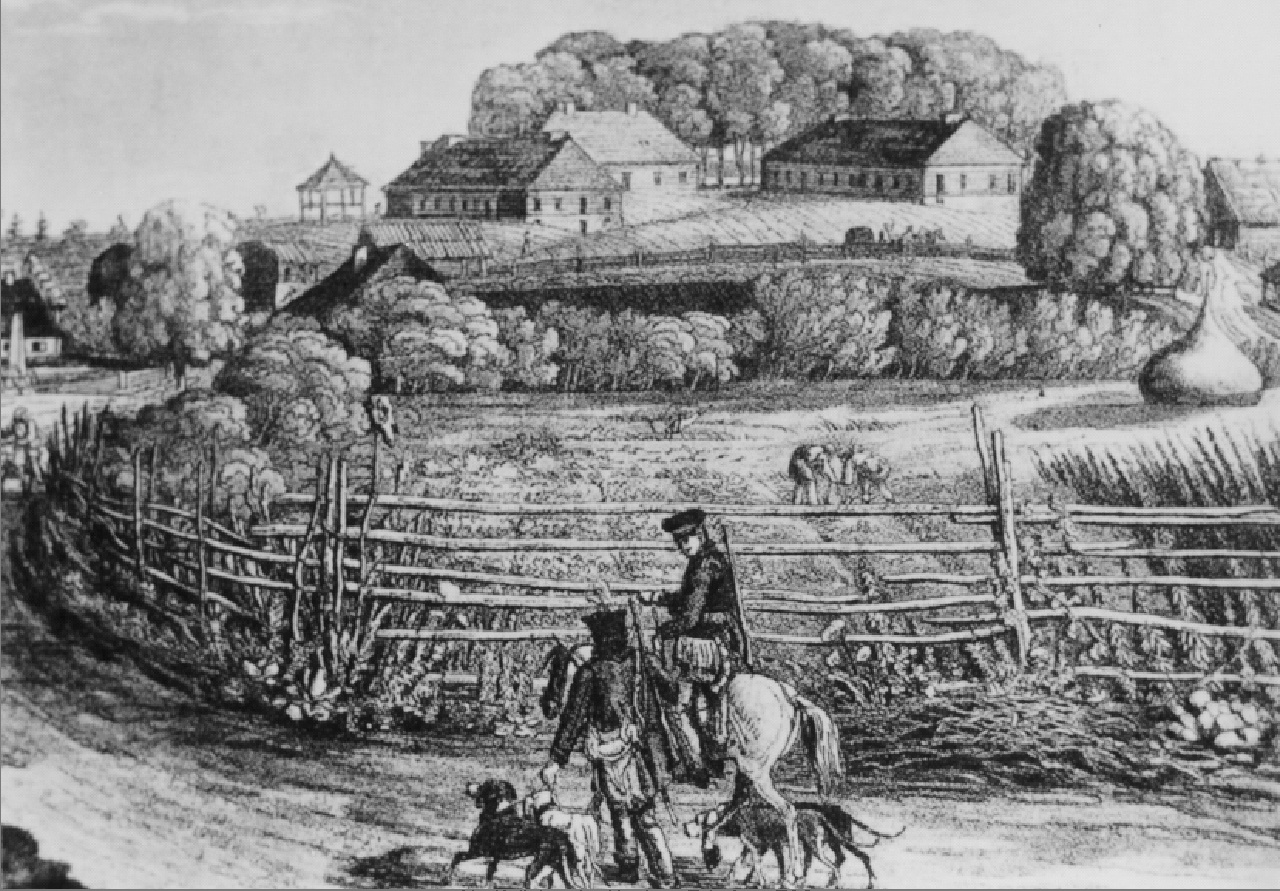
Rysunek przedstawiający dwór króla Augusta III Sasa z dwoma pawilonami dobudowanymi za Stanisława Augusta Poniatowskiego. Na skraju, po lewej widoczny obelisk. (Jakub Sokołowski, 1821)

W XVIII wieku zbudowano w pobliżu miejsca po dworze Wazów nowy dwór królewski, w którym zatrzymał się we wrześniu 1752 r. król August III Sas podczas polowania w puszczy. W polowaniu brała udział też królowa i jego dwaj synowie. Pamiątką po polowaniu jest stojący na grobli w parku Pałacowym obelisk z piaskowca z napisami w językach niemieckim i polskim opisującymi to wydarzenie. W inwentarzu z 1773 roku dwór określono jako pałac drewniany, frontem zwrócony na południe, obity tarcicami heblowanymi, długości 11 i szerokości 5 sążni.
W dniach od 30 sierpnia do 2 sierpnia 1784 roku w dworze przybywał król Stanisław August Poniatowski. Z tej okazji bratanek króla podskarbi wielki litewski Stanisław Poniatowski wyremontował przed przyjazdem
króla istniejący dwór i dobudował widoczne na zachowanych widokach z epoki oficyny – kuchenną i gościnną. Inwentarz sporządzony w 1796 roku wspomina także o stojącej w pobliżu kancelarii łowieckiej, domu dla audytora leśnictwa, młynie, psiarni i składzie na sieci. Zachował się widok dworu z 1821 roku, co oznacza, że budynek przetrwał przemarsz wojsk napoleońskich w 1812 roku. Dawny dwór królów Polski został prawdopodobnie zniszczony około roku 1831 w czasie powstania listopadowego.

### Pałac w Białowieży
W 1889 roku na miejscu dworu polskich królów car Aleksander III polecił rozpoczęcie budowy pałacu. Budowa została ukończona w 1894 r. Była to letnio-jesienna rezydencja cara Rosji zbudowana z myślą o polowaniach w Puszczy Białowieskiej. Pod koniec XIX wieku wokół pałacu na obszarze 49 ha założono istniejący do dziś park Pałacowy w typie parku angielskiego. Na potrzeby pałacu w 1897 r. wybudowano dworzec Białowieża Pałac, a kilka lat później Białowieża Towarowa, którego budynek zachował się. Car Aleksander III wraz z rodziną przyjeżdżał na łowy koleją. 
Pałac spłonął wskutek działań wojennych w 1944 r., w 1958 r. zdecydowano o jego rozbiórce. Obecnie na jego miejscu wzniesiono nowy budynek, w którym znajdują się dyrekcja Białowieskiego Parku Narodowego, Muzeum Przyrodniczo-Leśne im. prof. J. Miklaszewskiego, restauracja i hotel.

## Turystyka

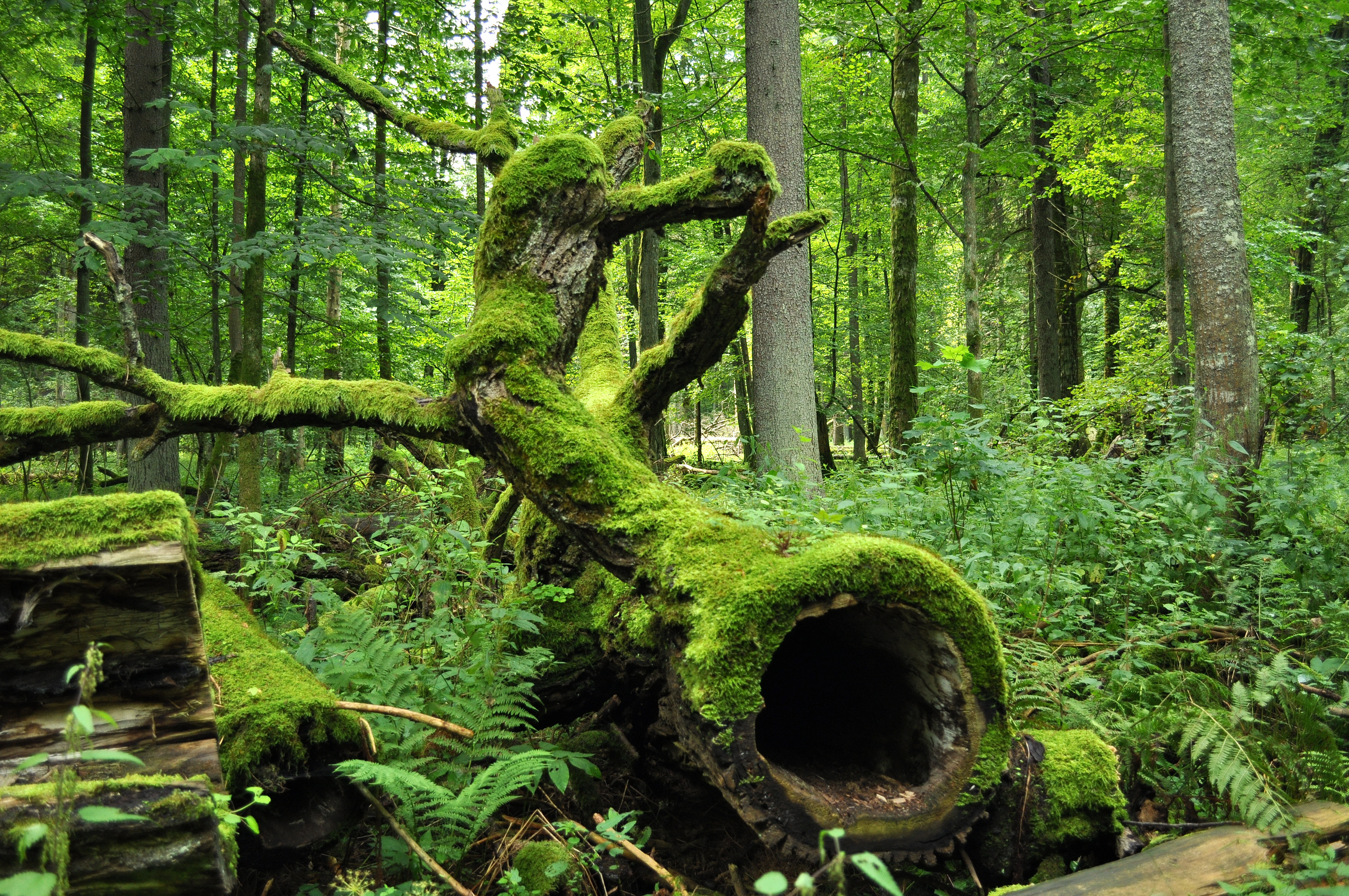
Białowieski Park Narodowy

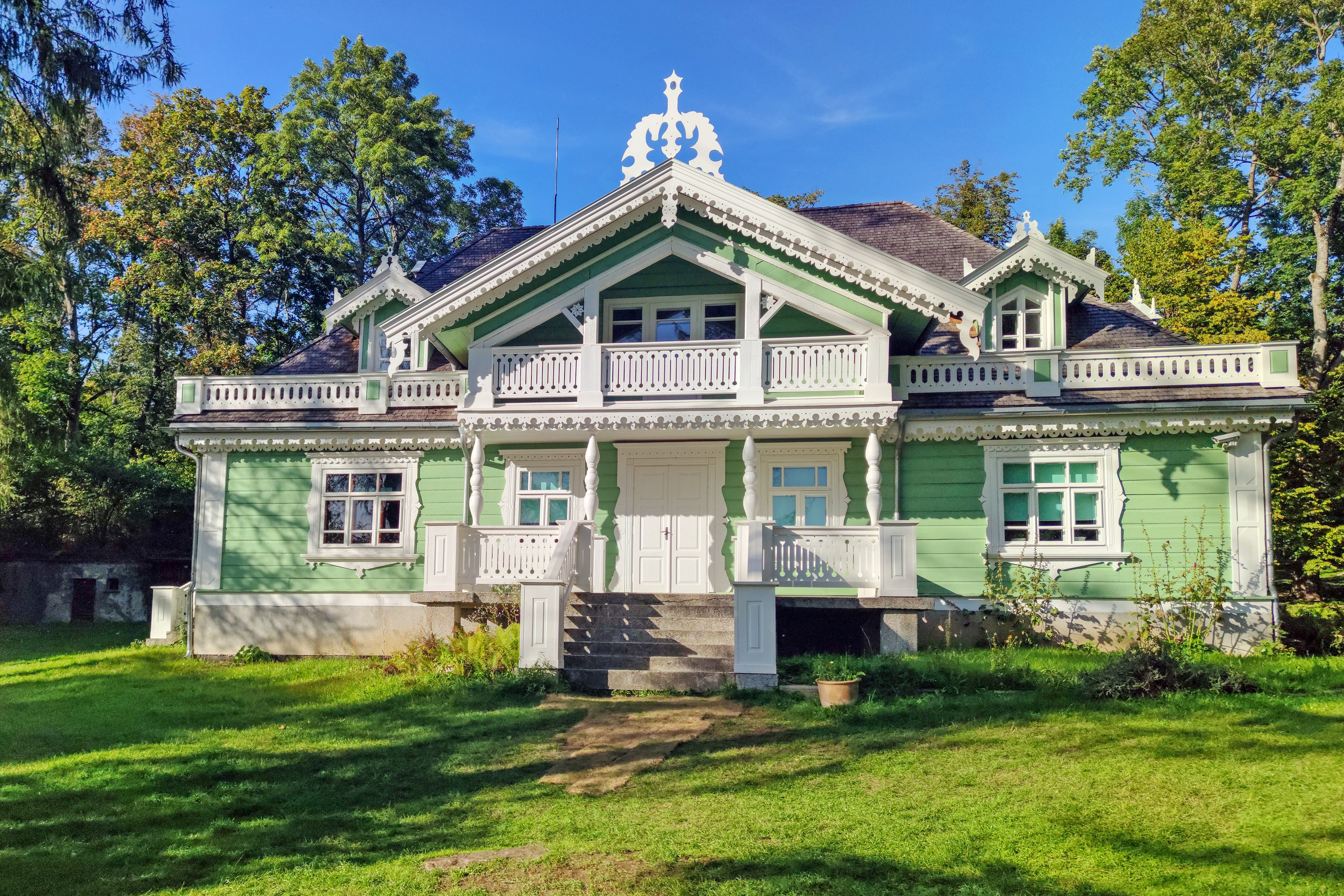
Dawny dworek gubernatora grodzieńskiego w parku Pałacowym, obecnie siedziba Ośrodka Edukacji Przyrodniczej Białowieskiego Parku Narodowego

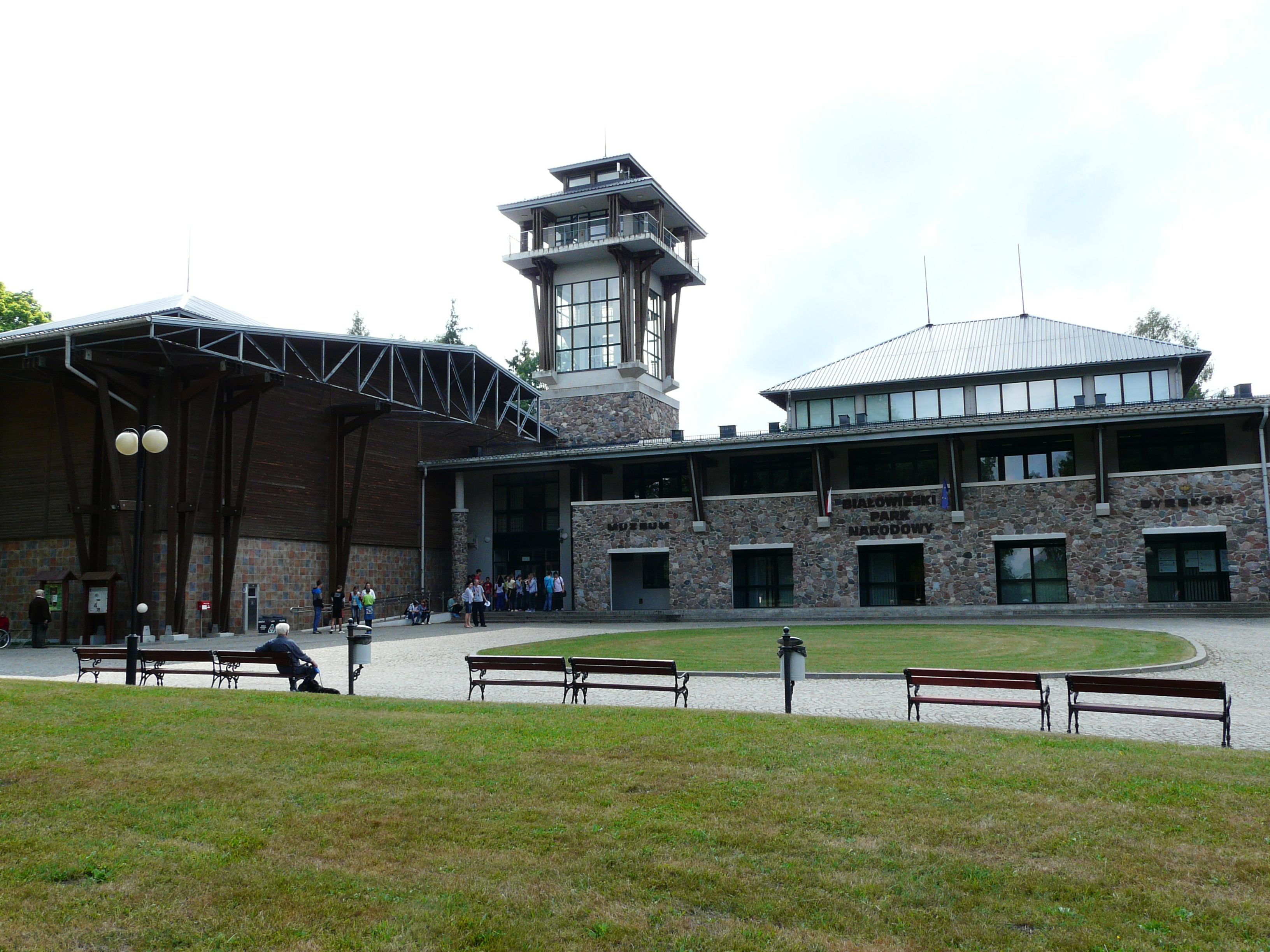
Muzeum Przyrodniczo-Leśne im. prof. J. Miklaszewskiego

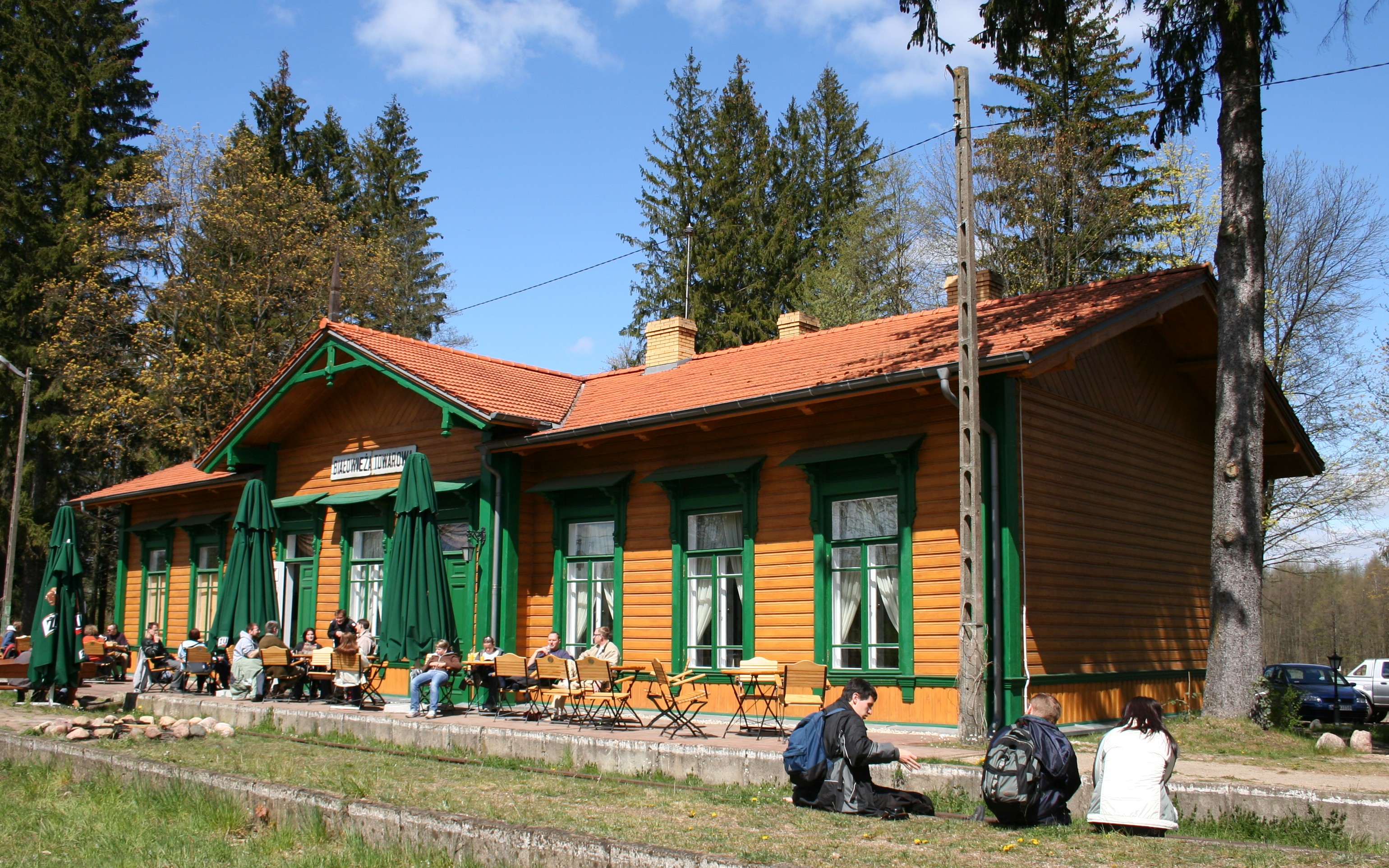
Budynek nieczynnej stacji kolejowej Białowieża Towarowa (obecnie Restauracja Carska)

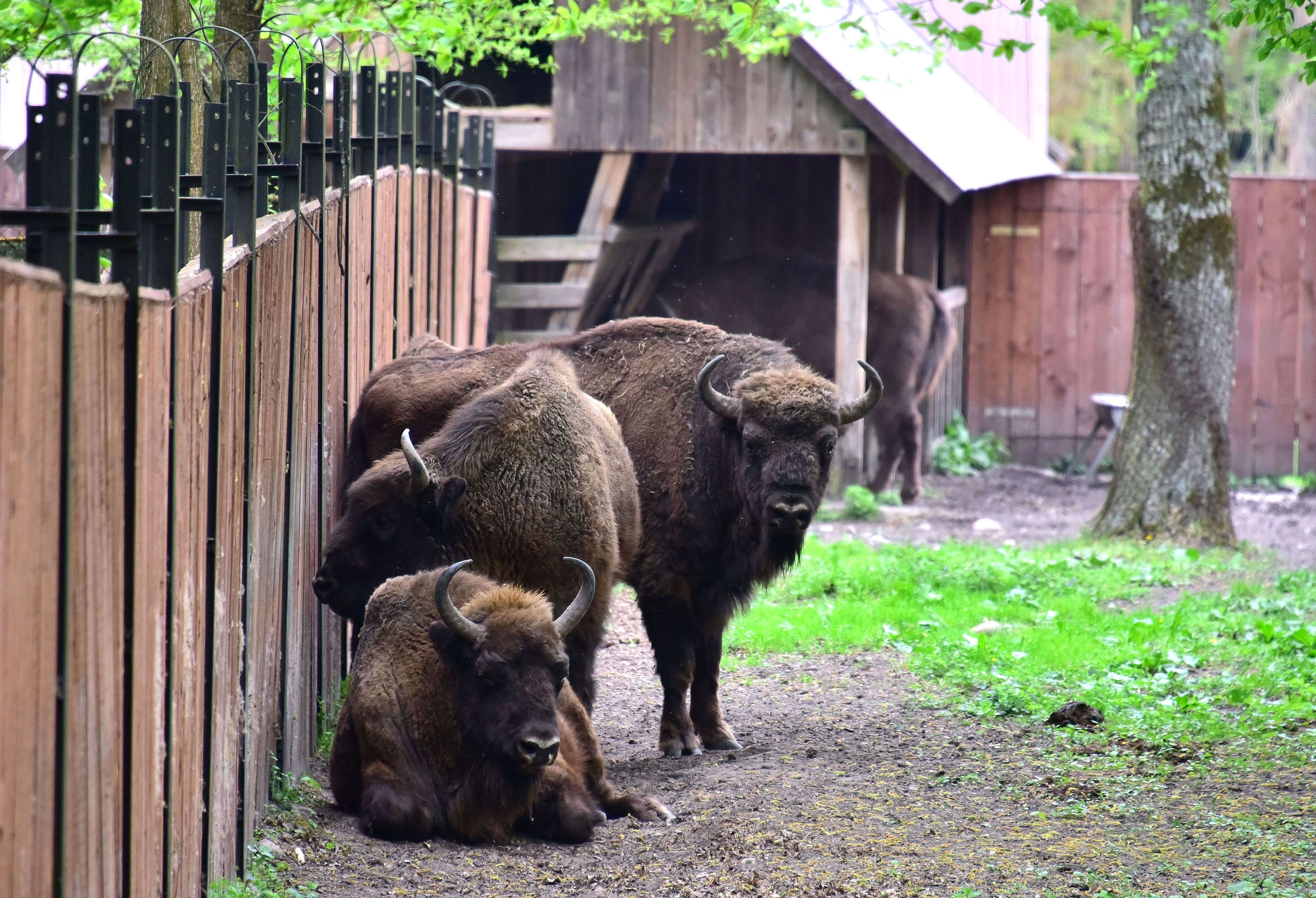
Żubry w Rezerwacie Pokazowym Żubrów

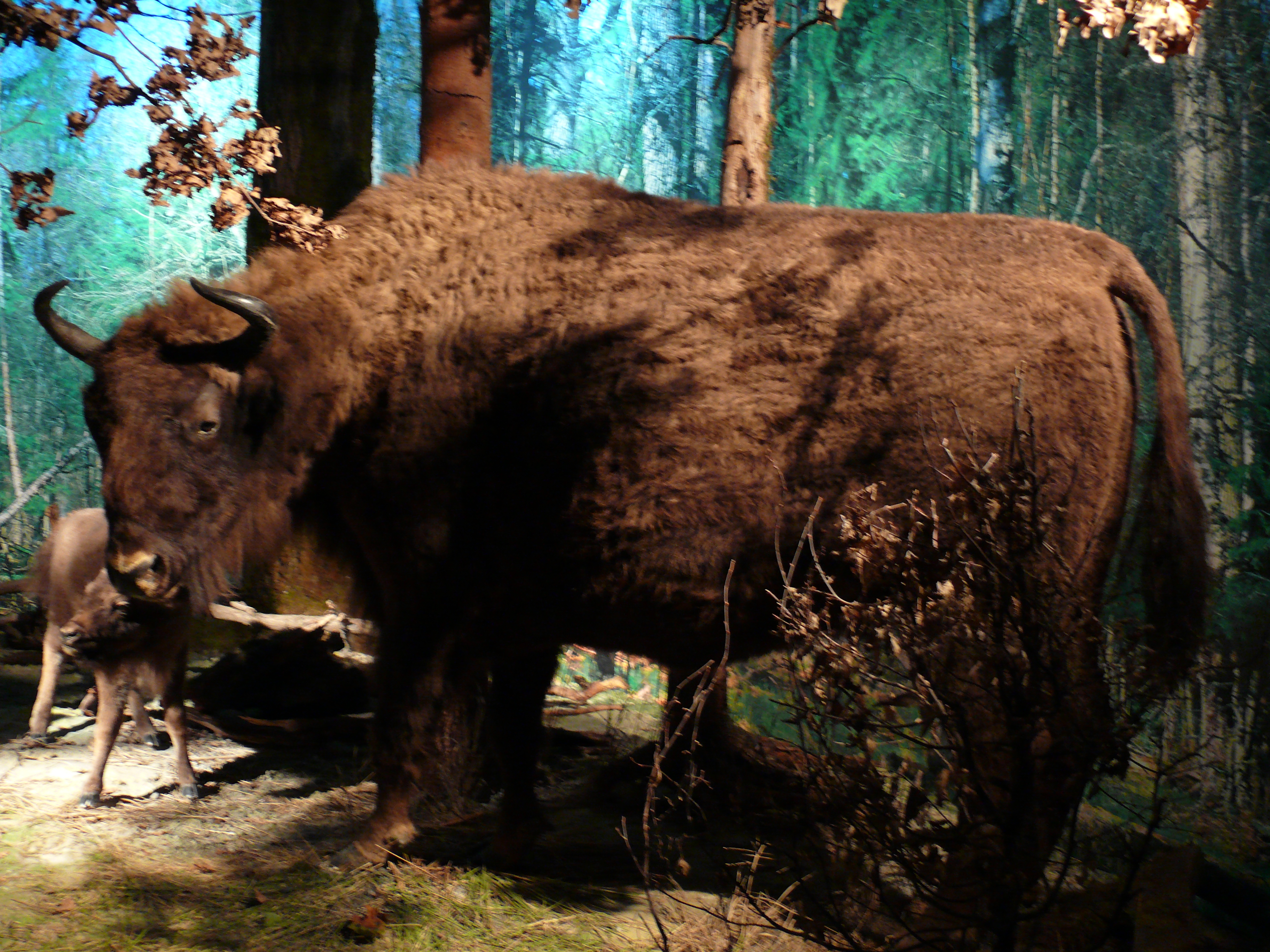
Muzeum Przyrodniczo-Leśne im. prof. J. Miklaszewskiego, fragment centralnej dioramy z żubrami

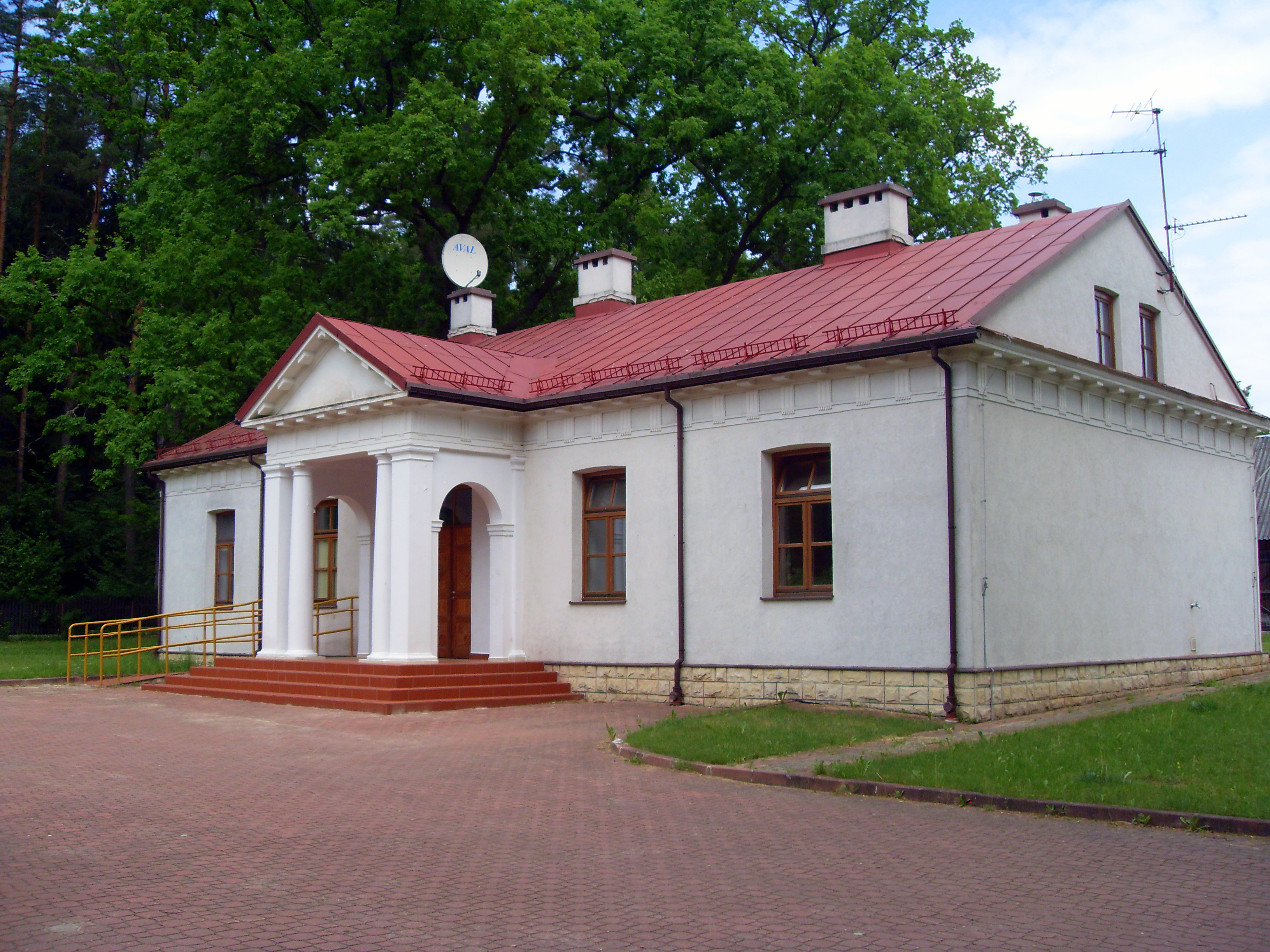
Ośrodek Edukacji Leśnej „Jagiellońskie”

Ruch turystyczny w rejonie Białowieży zaczął rozwijać się w okresie międzywojennym. W 1939 liczbę turystów szacowano na ponad 45 tys. osób. 
Miejscowość zawdzięcza swoją popularność Puszczy Białowieskiej i Białowieskiemu Parkowi Narodowemu, który wraz z częścią Puszczy Białowieskiej na terytorium Białorusi, został wpisany w 1979 na listę światowego dziedzictwa UNESCO. Stanowi ona bazę wypadową do Parku i atrakcji turystycznych znajdujących się w zagospodarowanej części Puszczy. Ma rozbudowaną bazę turystyczną. We wsi znajdują się cztery hotele, kilka zajazdów i pensjonatów, a mieszkańcy prowadzą kilkadziesiąt kwater agroturystycznych. 
W parku Pałacowym znajdują się Muzeum Przyrodniczo-Leśne Białowieskiego Parku Narodowego im. prof. J. Miklaszewskiego (zbudowane w miejscu wzniesionego w latach 1967–1970 zespołu mieszczącego muzeum i Dom Wycieczkowy WPT „Iwa”), oraz dworek gubernatora grodzieńskiego (obecnie siedziba Ośrodka Edukacji Przyrodniczej BPN). Zachowały się zbudowane w czasie panowania cara Aleksandra III stajnie (dawniej Dom Turysty PTTK) i Dom Marszałkowski (obecnie siedziba Białowieskiego Parku Narodowego i Instytutu Badawczego Leśnictwa). Obok parku znajduje się cerkiew prawosławna św. Mikołaja Cudotwórcy. W miejscowości znajduje się również kościół rzymskokatolicki św. Teresy od Dzieciątka Jezus z kaplicą św. Huberta – patrona myśliwych. 
W zachodniej części miejscowości zlokalizowany jest niewielki skansen budownictwa drewnianego z dwoma wiatrakami. Najbardziej na południe wysunięty jest dawny (nieczynny) dworzec kolejowy – Białowieża Towarowa (obecnie mieści się w nim restauracja Carska).
Przy drodze z Hajnówki do Białowieży znajduje się Rezerwat Pokazowy Żubrów, w którym prócz żubrów można zobaczyć dziki, wilki, jelenie, sarny, żubronie (skrzyżowanie żubra z bydłem domowym) i koniki polskie.
Białowieski Park Narodowy reprezentuje najlepiej zachowany w Europie nizinny las naturalny (grąd, ols, bór). Stwierdzono w nim 806 gatunków roślin naczyniowych (w tym 24 drzew), ponad 3 tys. gatunków grzybów, 200 mchów i 283 porostów. Odnotowano 120 gatunków ptaków gniazdujących, 52 gatunki ssaków i ponad 10 tys. gatunków bezkręgowców (w większości owadów). Dla zwiedzających jest dostępny 4-kilometrowy pieszy szlak wyłącznie z licencjonowanym przewodnikiem (w grupach maksymalnie do 12 osób). Natomiast Obręb Ochronny Hwoźna, który w 1996 roku włączono do Parku, jest dostępny zarówno do turystyki pieszej, jak i rowerowej. Znajduje się tam ponad 20 km szlaków pieszych oraz 14 km szlaków rowerowych. Po szlakach można poruszać się nieodpłatnie bez przewodnika. Szlaki są oznakowane i zaopatrzone w liczne wiaty, kładki oraz punkty widokowe.
Zmodernizowane Muzeum Przyrodniczo-Leśne Białowieskiego Parku Narodowego dokumentuje cenny przyrodniczo i kulturowo obszar Podlasia – Puszczę Białowieską. W salach wystawowych prezentowane są przyroda i historia Białowieskiego Parku Narodowego i Puszczy Białowieskiej oraz wielowiekowa działalność człowieka na tym terenie. Zgodnie z najnowszymi trendami, treści prezentowane są blokami problemowymi, eksponowanymi w formie dioram. Organizowane są też wystawy czasowe oraz galerie malarskie i fotograficzne.
W miejscowości znajduje się też Ośrodek Edukacji Leśnej „Jagiellońskie”, należący do Nadleśnictwa Białowieża.
Prócz turystyki pieszej w okolicy można uprawiać turystykę rowerową, konną i wodną (spływy kajakowe). W Białowieży bierze początek wiele szlaków turystycznych, pieszych i rowerowych, liczących kilkaset kilometrów. W „Starej Białowieży” wyznaczony jest Szlak Dębów Królewskich, gdzie rosną m.in. 400-letnie dęby. Wyznaczono miejsca ogniskowe dla grup turystycznych. Niedaleko północno-zachodniej granicy Białowieży, przy drodze w kierunku Bud (przedłużenie ul. Zastawa), zorganizowano ścieżkę edukacyjną Żebra Żubra. 
W zabytkowym odrestaurowanym budynku dawnej kasy kolejowej przy ul. Kolejowej 17, przy wejściu na mostek i groblę prowadzącą do parku Pałacowego i Rezerwatu Ścisłego, mieści się Centrum Informacji Turystycznej PTTK, gdzie można oprócz zasięgnięcia informacji na temat miejscowych atrakcji turystycznych skorzystać z usług licencjonowanych przewodników i zorganizować wycieczkę.

## Zabytki
- Obelisk na grobli pałacowej na cześć króla Polski i elektora saskiego – najstarszy zabytek Białowieży (tekst z obelisku – zob. Puszcza Białowieska)
- Prawosławna cerkiew św. Mikołaja Cudotwórcy z 1895 roku z ikonostasem z chińskiej porcelany (jest to jedyny tego rodzaju zabytek w Polsce)[13]
- Park Pałacowy z XIX wieku zaprojektowany przez Waleriana Kronenberga.
- Gospodarcza brama pałacowa z XIX wieku[30]
- Park Dyrekcyjny
- Stacja kolejowa Białowieża Towarowa wybudowana w 1903 roku
- Rzymskokatolicki kościół parafialny pw. św. Teresy z Lisieux w stylu neorenesansowym z 1927 roku według projektu Borysa von Zinserlinga
- Skansen – zespół budownictwa drewnianego ludności ruskiej Podlasia
- Plebania z 1933 r.
- Drewniany dom mieszkalny nr 9
- Dom „Jegierski”, ul. Parkowa 2
- Dom „Hofmarszalski”
- Stajnia i powozownia
- Wieża ciśnień
- Zespół nadleśnictwa przy ul. Wojciechówka 4 z 1925 r.
- Zespół nadleśnictwa „Jagiellońskiego” z ok. 1927 r.
- Cmentarz parafialny z XIX wieku z prawosławną kaplicą cmentarną

## Demografia
Według spisu ludności z 30 września 1921 roku w dzielnicy Stoczek mieszkało 1064 osób w 145 domach, 1049 podało narodowość polską, 7 – białoruską, 5 – niemiecką, 3 – inną narodowość. 248 osób było wyznania rzymskokatolickiego, 629 osób było wyznania prawosławnego, 74 – ewangelickiego, 112 – do wyznania mojżeszowego, 1 osoba zadeklarowała przynależność do innego wyznania.
W dzielnicy Zastawa mieszkało 342 osób w 54 domach, 310 podało narodowość polską, 14 – białoruską, 2 – żydowską, 16 – inną narodowość. 11 osób było wyznania rzymskokatolickiego, 315 osób było wyznania prawosławnego, 1 – ewangelickiego, 15 – wyznania mojżeszowego.
W dzielnicy Podolany mieszkało 310 osób w 51 domach, 310 podało narodowość polską. 23 osoby były wyznania rzymskokatolickiego, 287 osób było wyznania prawosławnego.
W dzielnicy Krzyże mieszkało 87 osób w 11 domach, 87 podało narodowość polską. 32 osoby były wyznania rzymskokatolickiego, 45 osób było wyznania prawosławnego, 10 zadeklarowało przynależność do wyznania mojżeszowego.

## Związki wyznaniowe

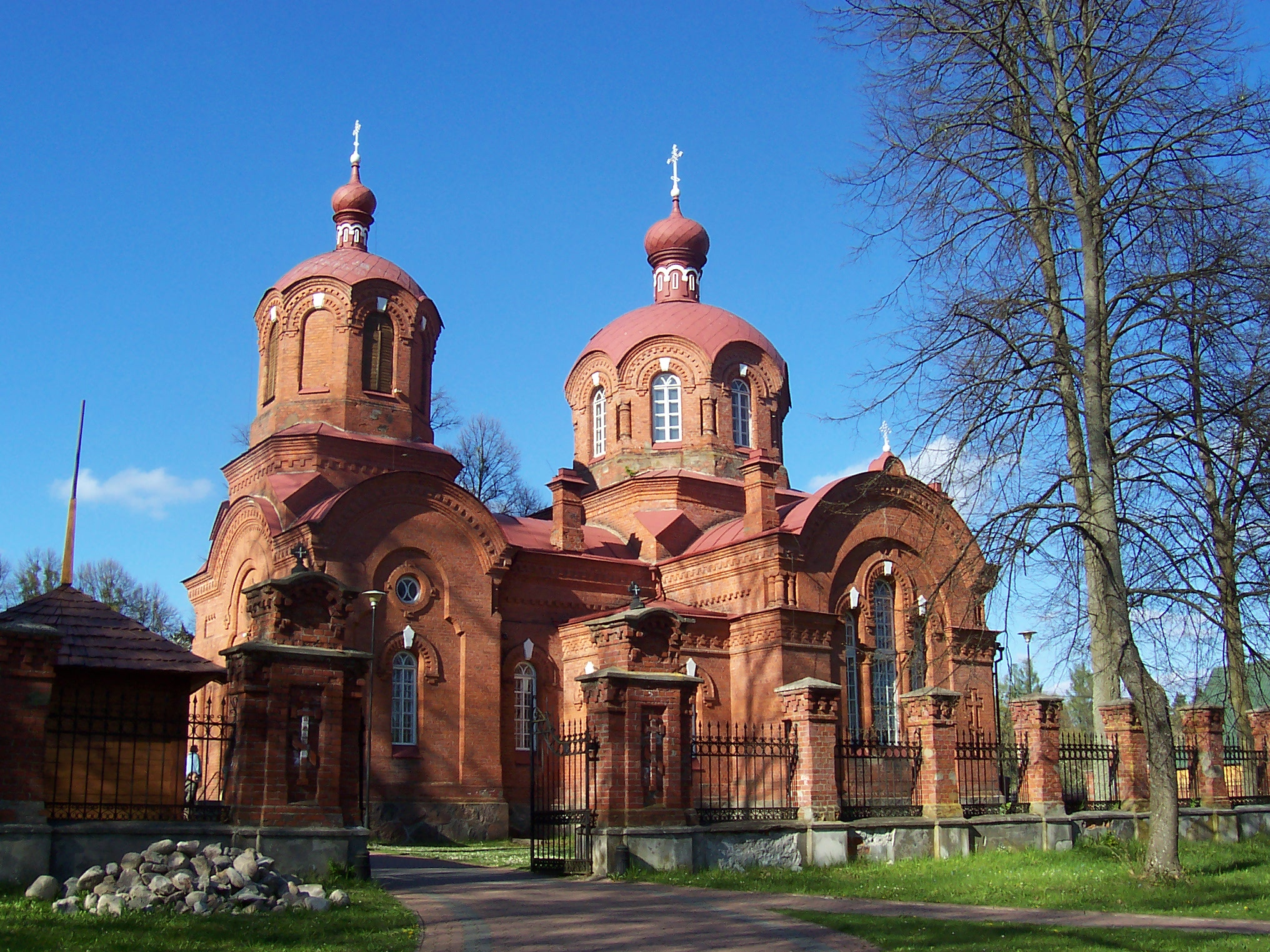
Cerkiew św. Mikołaja

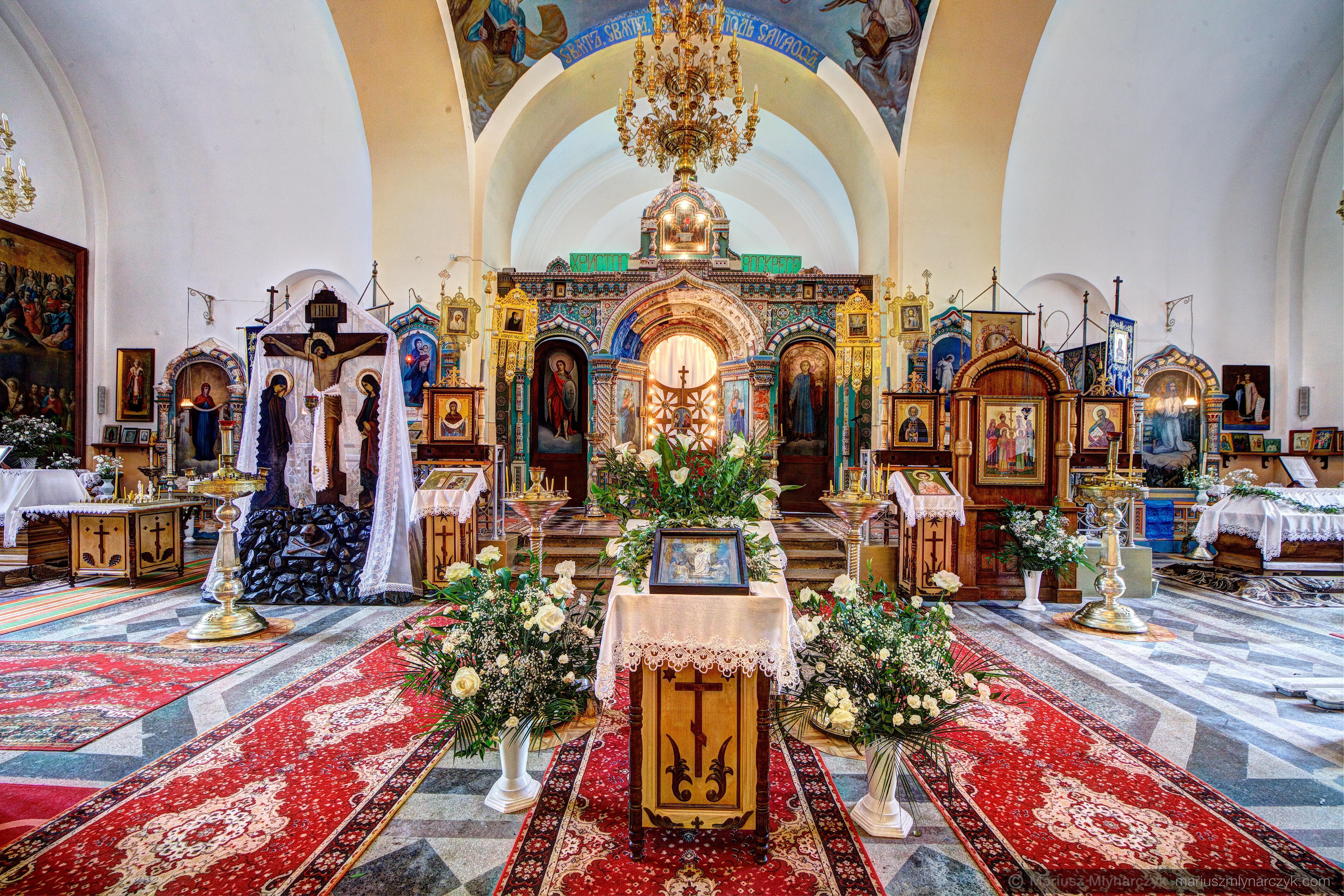
Wnętrze świątyni z porcelanowym ikonostasem

Na terenie miejscowości działalność prowadzą następujące związki wyznaniowe:
- Kościół rzymskokatolicki – parafia św. Teresy od Dzieciątka Jezus,
- Polski Autokefaliczny Kościół Prawosławny – parafia św. Mikołaja

oraz dwie protestanckie wspólnoty o charakterze ewangelikalnym:
- Kościół Chrześcijan Baptystów – zbór w Białowieży[32],
- Kościół Zielonoświątkowy – zbór w Białowieży[33].

## Klimat
Skrajne wartości temperatury zanotowane w Białowieży w okresie powojennym:
- minimum: −38,7 °C, przy gruncie: −41,7 °C (11 stycznia 1950),
- maksimum: +34,5 °C (8 sierpnia 1963).

## Ludzie związani z Białowieżą
- Jerzy Aleksy Androsiuk  – urodzony w Białowieży polski architekt, profesor nauk technicznych, nauczyciel akademicki Politechniki Warszawskiej
- Piotr Bajko – urodzony w Białowieży dziennikarz, autor trzytomowej Kroniki Białowieskiej
- Józef Bułak-Bałachowicz – białoruski i polski wojskowy, pułkownik
- Stanisław Bułak-Bałachowicz – białoruski i polski wojskowy, generał
- Jarosław Chyra – polski fotografik przyrody, leśnik, wydawca i producent filmowy, mieszka w Białowieży[35][36]
- Janusz Bogdan Faliński – wieloletni pracownik naukowy Uniwersytetu Warszawskiego, profesor, od roku 1961 kierownik Białowieskiej Stacji Geobotanicznej UW
- Ryszard Filipski – mieszkaniec Białowieży, polski aktor i reżyser filmowy oraz teatralny
- Gawriił Ilizarow – urodzony w Białowieży radziecki ortopeda, twórca aparatu Ilizarowa
- Jan Jerzy Karpiński – kierownik nadleśnictwa Rezerwat, przekształconego później w Białowieski Park Narodowy, kierował Szkołą dla Leśniczych w Białowieży, utworzył w Białowieży bibliotekę naukową, Honorowy Obywatel gminy Białowieża
- Janusz Korbel – doktor inżynier architekt, działacz ekologiczny, dziennikarz, fotograf, od 2001 roku do śmierci w 2015 roku mieszkaniec Białowieży
- Simona Kossak – polska biolożka, profesor nauk leśnych, popularyzatorka nauki, pracowała w Zakładzie Badania Ssaków PAN w Białowieży. Przez ponad 30 lat mieszkała w starej leśniczówce „Dziedzinka”
- Rafał Kowalczyk – dyrektor Instytutu Biologii Ssaków PAN w Białowieży
- Michał Polech – generał Wojska Polskiego, pilot
- Zdzisław Pucek – polski zoolog, wieloletni dyrektor Zakładu Badania Ssaków PAN w Białowieży oraz członek Rady Naukowej Białowieskiego Parku Narodowego
- Andrzej Skorulski – urodzony w Białowieży polski polityk, działacz związkowy, poseł na Sejm III kadencji
- Michał Stankiewicz – urodzony w Białowieży polski duchowny baptystyczny, prezes Naczelnej Rady Polskiego Kościoła Chrześcijan Baptystów, ekumenista, pedagog
- Ryszard Sosnowski – urodzony w Białowieży polski fizyk-eksperymentator, profesor Narodowego Centrum Badań Jądrowych, członek rzeczywisty PAN
- Grzegorz Szerszenowicz – urodzony w Białowieży polski piłkarz, trener piłkarski oraz dziennikarz
- Jan Walencik – polski fotograf i filmowiec dokumentalista przyrody, mieszka w Białowieży
- Aleksander Waszkiewicz  – Bohater Związku Radzieckiego, pułkownik Armii Czerwonej i generał brygady Ludowego Wojska Polskiego, Białorusin z pochodzenia, do 2017 patron ulicy w Białowieży
- Lech Wilczek – polski przyrodnik, artysta fotografik i pisarz, mieszkał z Simoną Kossak w leśniczówce „Dziedzinka”
- Mikołaj Wołkowycki – polski artysta plastyk, rzeźbiarz, malarz, pedagog, urodzony w Białowieży. Jeden z pomysłodawców, pierwszy komisarz i organizator cyklicznych Ogólnopolskich Plenerów Malarskich w Białowieży
- Jacek Wysmułek – wieloletni leśniczy w Białowieskim Parku Narodowym i Nadleśnictwie Białowieża. Twórca kilku szlaków w Puszczy Białowieskiej. Działacz i przewodnik PTTK. Twórca koncepcji ochrony drzew – pomników przyrody w Puszczy Białowieskiej